# Vladimir Bytjkov
Vladimir Bytjkov (russisk: Владимир Сергеевич Бычко́в) (født 5. januar 1929 i Moskva i Sovjetunionen, død 24. april 2004 i Moskva i Rusland) var en sovjetisk filminstruktør og manuskriptforfatter.

## Filmografi
- Dostojanije respubliki (Достоя́ние респу́блики, 1971)[1][2]
- Rusalotjka (Русалочка, 1976)